# Wojciech Bujoczek
Wojciech Bujoczek ps. Bujo (ur. 6 września 1974, zm. 5 grudnia 2018) – polski wokalista, członek zespołów Killjoy i Black From The Pit.

## Życiorys
Wraz z Adamem Rogowiczem, Markiem Ludwickim i Marcello Szumowskim był członkiem założonego w 1993 zespołu Mystic Side, przemianowanego w 1998 na Killjoy. Wraz z zespołem pod szyldem Killjoy zrealizował dwa dema, EP-kę oraz dwa albumy studyjne. Bujoczek był również członkiem i współzałożycielem innego śląskiego zespołu Black from the Pit.
Zaśpiewał również jedną z piosenek do polskiej wersji językowej serialu anime pt. Król szamanów.